# 克雷格·罗兰
克雷格·罗兰（英語：Craig Rowland，1971年6月30日—），澳大利亚男子壁球运动员。他曾代表澳大利亚参加1998年英联邦运动会壁球比赛，获得混合双打金牌。